# Djamel Abdoun
Djamel Abdoun (ur. 14 lutego 1986 w Montreuil) – algierski piłkarz występujący na pozycji pomocnika.

## Kariera
Abdoun urodził się we Francji jako syn algierskich imigrantów. Karierę rozpoczynał w 2003 roku w pierwszoligowym AC Ajaccio. W Ligue 1 zadebiutował 20 marca 2004 roku w przegranym 0:1 pojedynku z Paris Saint-Germain. 6 maja 2006 roku w wygranym 4:2 spotkaniu z tym samym zespołem strzelił pierwszego gola w Ligue 1. W tym samym roku spadł z klubem do Ligue 2.
W styczniu 2007 roku Abdoun został wypożyczony do angielskiego Manchesteru City. W sezonie 2006/2007 nie rozegrał tam jednak żadnego spotkania i po jego zakończeniu wrócił do Ajaccio. Sezon 2007/2008 spędził na wypożyczeniu w innym drugoligowym zespole, CS Sedan. W jego barwach zagrał 33 razy i zdobył 5 bramek.
W 2008 roku Abdoun przeszedł do pierwszoligowego FC Nantes. Pierwszy ligowy mecz zaliczył tam 9 sierpnia 2008 roku przeciwko AJ Auxerre (1:2). W 2009 roku spadł z zespołem do Ligue 2. W Nantes występował jeszcze przez rok. Łącznie rozegrał tam 50 spotkań i strzelił 8 goli.
W 2010 roku Abdoun odszedł do greckiej Kawali. W Alpha Ethniki zadebiutował 29 sierpnia 2010 roku w przegranym 1:2 spotkaniu z Arisem Saloniki. W 2011 roku, po relegacji Kawali do czwartej ligi, został zawodnikiem innego greckiego klubu, Olympiakosu SFP. W 2012 roku zdobył z nim mistrzostwo Grecji oraz Puchar Grecji.
W 2013 roku Abdoun przeszedł do Nottingham Forest. W 2015 roku najpierw był wypożyczony do KSC Lokeren, a następnie odszedł do PAE Weria.
| Sezon   | Klub              | Kraj    | Rozgrywki      | Mecze | Bramki |
| ------- | ----------------- | ------- | -------------- | ----- | ------ |
| 2003/04 | AC Ajaccio        | Francja | Ligue 1        | 1     | 0      |
| 2004/05 | AC Ajaccio        | Francja | Ligue 1        | 2     | 0      |
| 2005/06 | AC Ajaccio        | Francja | Ligue 1        | 7     | 2      |
| 2006/07 | AC Ajaccio        | Francja | Ligue 2        | 2     | 0      |
| 2006/07 | Manchester City   | Anglia  | Premier League | 0     | 0      |
| 2007/08 | CS Sedan          | Francja | Ligue 2        | 33    | 5      |
| 2008/09 | FC Nantes         | Francja | Ligue 1        | 22    | 1      |
| 2009/10 | FC Nantes         | Francja | Ligue 2        | 27    | 2      |
| 2010/11 | FC Nantes         | Francja | Ligue 2        | 1     | 0      |
| 2010/11 | AO Kawala         | Grecja  | Alpha Ethniki  | 26    | 3      |
| 2011/12 | Olympiakos SFP    | Grecja  | Alpha Ethniki  | 23    | 2      |
| 2012/13 | Olympiakos SFP    | Grecja  | Alpha Ethniki  | 27    | 7      |
| 2013/14 | Nottingham Forest | Anglia  | Championship   | 22    | 1      |
| 2014/15 | KSC Lokeren       | Belgia  | Eerste klasse  | 4     | 0      |
| 2015/16 | PAE Weria         | Grecja  | Alpha Ethniki  | 15    | 3      |

## Kariera reprezentacyjna
Abdoun grał w młodzieżowych reprezentacjach Francji w kategoriach U-18, U-19 i U-20. W 2010 roku zdecydował się grać w reprezentacji Algierii i wystąpił z nią zarówno w Pucharze Narodów Afryki 2010, jak i Mistrzostwach Świata 2010.